# Hohoe
Hohoe es una ciudad de la región de Volta de Ghana. En septiembre de 2010 tenía una población censada de 73 641 habitantes.
Se encuentra ubicada al sureste del país, entre el lago Volta y la frontera con Togo. 